# Калоян Захариев
Калоян Захариев е български писател.

## Биография
Роден е в Добрич на 29 януари 1987 г. Завършва право във Великотърновски университет „Св. св. Кирил и Методий“ през 2005 г. Работи по специалността си като юрисконсулт.
Пише от тийнейджърска възраст, като първите си по-сериозни опити прави като студент.

## Награди
През 2006 г. разказ на Калоян Захариев се класира на трето място в конкурс, организиран от MastHead Studios.
Второ място на конкурса „Познай бъдещето“, с разказа „Прекрасен нов свят“.
Второ място на международния конкурс Изкуството против дрогата с разказа „Просто работа“
Специални награди на тематичните конкурси на Fentasy Larp Center „Магията на пролетта“ с разказа „Пролет е и Love is in the air“
и „Лятна буря“ с разказа „The tempest, но определено НЕ от Бил Шекспир“.
Първо място на конкурс „Варна на младите“ с разказа „Рани“.
Първо и трето място на конкурсите за фантастичен роман на клуб „Галактики“ с „История за некроманти, слуги и демони“ и разказа „История за некроманти, слуги, демони и разни други неща“.